# 男たちの好日
『男たちの好日』（おとこたちのこうじつ）は、城山三郎の小説。および、これを原作としたながいのりあきの漫画。

## 小説
明治後期から昭和初期の日本を舞台に、電気化学工業を興すことで「国の柱」になろうと邁進し、その一生を献げた主人公・牧玲睦と、彼を取り巻く玉岡や花野木といった男たちの活躍や苦悩を通じ、男にとっての好日とは何かを問いかけている。
小説は日本経済新聞紙上に1980年1月から8月まで連載され、1981年1月に日本経済新聞社から刊行された。森コンツェルン創業者森矗昶がモデル。

### 単行本
- 城山三郎『男たちの好日』日本経済新聞社、1981年1月。
- 城山三郎『男たちの好日』新潮社〈新潮文庫〉、1988年5月。ISBN 4-10-113320-4。

## 漫画
ながいのりあき作、正式タイトルは『男たちの好日 もう一つの経済創世記・牧玲睦物語』。当初はひたすらかじめ焼きにまつわる話が続いたため、「かじめ焼き」「かじめ」といった愛称でも呼ばれる。「週刊コミックバンチ」の第3号（2001年6月12日号） - 第48号（2002年6月7日号）に連載。児童向けサッカー漫画『がんばれ!キッカーズ』の作者として有名であったことからの『キッカーズ』と本作の作風のギャップ感や原作小説を大胆にアレンジしたストーリー、特徴的な登場人物、独特の擬音、物語序盤で頻出した「かじめ焼き」という聞き慣れない単語などの理由からネットを中心に一部に熱狂的なファンを生み出した。そのため、打ち切りによる連載終了後に再開を願うファンによるネット署名活動が展開された。

### 登場人物
牧玲睦（まき れいぼく）
主人公。千葉・外房の網元の息子。「ヘビじゃ！おれの苦手なヘビじゃ！」などことあるごとに、自分がヘビを苦手にしていると叫ぶ。酒も苦手。鮭の皮が大好物。通称「房総の風雲児」「日本の産業王」。初登場時の年齢は17歳。当初はかじめ焼きをサボって海女さんの裸を覗き見したり、授業中にあくびをするなど不真面目な態度が目立ったが、母のアルゼンチンバックブリーカーにより改心。以後は母のかじめ焼きの手伝いをするようになる。母の壮絶な戦死を見届けた後、彼女から教わった日蓮上人の言葉「われ日本の柱とならん」を胸に刻み、「国の柱」を目指し村のかじめ焼きの指揮を引き継ぐ。西洋スーツの男（火野薫）、岩源（岩崎源蔵）といった強敵たちとの対決を乗り越え、地元の漁師を一つにまとめヨード工場の建設に着手する。青年編では27歳にして総武沃度株式会社の社長として房総一円を率いる身となったが、第一次世界大戦終結によりヨードの需要が激減し窮地に陥る。総武沃度の倒産により杉井商店へと身を寄せた玲睦は、地元の反対運動により工事が難航している中瀬川ダムの作業現場へ所長として赴任。山の男たちとの新たな戦いの中へと身を投じ「国の柱」を目指し続ける…。
玉岡龍之進（たまおか りゅうのしん）
杉井商店の常務。玲睦による第一印象は「丸ブチ眼鏡のヘビ」。ゼネもうけ（銭儲け）が好き。山も好きだが海はよくわからない。口癖は「ばかってい！」。水力発電のエキスパート。その合理性と有能さが杉井市兵衛から高く評価されている反面、熱意が不足しているとも言われる。玲睦とは同い年だが、そうは見えないほどの貫禄を身につけている。総武沃度を吸収合併すべく審査に来た際、玲睦の放漫経営を厳しく責めるが、いつの間にか互いの主義や趣味の違いを理解し合う仲となった。原作では玲睦とは対照的な合理的・理知的な男の生き様を貫いていたが、漫画版ではながいのりあきのアレンジが加わったため、肉弾戦に及んだり、コスプレして踊ったりといった場面も見られる。
花野木新作（はなのぎ しんさく）
玲睦より2歳年下の幼なじみ。詩人。荒事は苦手。父は料亭狂いの遊び人、母は若い男と駆け落ち。事業に邁進する玲睦や玉岡とは対照的に、この世は衆生遊楽する所と自由気ままに人生を楽しむ男。15歳にして年上の海女と性的関係を持つ。詩の勉強のためパリに渡るが、滞在費が尽きて玲睦に金を借りに帰国。オーデコロンをたしなむ。原作ではその才能でしばしば玲睦を助け、玲睦の死後は彼の人生そのものが詩だと評して伝記を書くという語り部的な立場でもあり、重要人物である。漫画においても連載開始時の絵に壮年となった玲睦・玉岡・花野木の3人が並んだ写真が描かれていることから、花野木も玉岡と同様に活躍するかと思われたものの、なぜかバイオレンスになったストーリー展開と連載の打ち切りにより彼の出番は少ないまま終わった。
牧みつ（まき みつ）
玲睦の母。母ちゃん（かあちゃん）。第1話のみの登場。重労働であるかじめ焼きに率先して従事し、村をまとめるため尽力する。原作では過労と急性肺炎のため登場時には既に死亡していたが、漫画版では多くの関節技と投げ技を駆使するパワーファイターとして生前の姿が描かれている。持ち技はボディスラム、フライングボディプレス、キャメルクラッチ、コブラツイスト、アルゼンチンバックブリーカー、ウェスタンラリアットなど。息子の玲睦にはフライングクロスチョップを教えた。息子の友人である花野木を救うため、隣村の漁師と死闘を繰り広げる中、脳溢血で死亡。死の間際、玲睦に「みんなを支える柱に」と願いを託す。
牧久代（まき ひさよ）
玲睦の妻。割烹着の似合う美人。どんな逆境でも愚痴一つ言わず夫を励まし見守る。女学校で男運までは教えてもらえなかった。
杉井市兵衛（すぎい いちべえ）
杉井商店の社長。ナマケモノが嫌い。国家百年の大計をにらんでの金儲けをする大人物。24時間フル活動。歩きながら寝る。鉈豆煙管を愛用。厳冬の山で戦う部下を思い、凍えながら山盛りのアイスクリームを食べきり入院。英語は話せないが、体と心でぶつかることで外国人との交渉もまとめあげる力を持つ。
火野薫（ひの かおる）
通称「西洋スーツの男」。イギリス商会の代理人として働き、外房の漁師達に金を渡し、かじめ焼きをやめるよう促して回る。玲睦に一度敗れた後、火野興産の社長として再登場。ダム建設を巡って再び玲睦と激突する。
岩崎源蔵（いわさき げんぞう）
通称「岩源」（いわげん）。勝浦の大親分。総武沃度株式会社の副社長。推定身長3 - 6メートルの巨漢。スーツに腹巻きという独特のファッションが似合う男。
黒須虎造（くろす とらぞう）
中瀬川ダム建設現場の作業員。岩源と同様に巨漢。
野村権作（のむら ごんさく）
中瀬川ダム建設現場の作業員。通称「権じい」（ごんじい）。享年67。一度も海を見ることなく事故により他界。バンチ掲載時は野村新作だったが、本名と通称の関連性を持たせるためか、単行本掲載時には野村権作となった。
発破の平蔵（はっぱのへいぞう）
中瀬川ダム建設現場の作業員。名字は不明。その名の通り発破の名人。
中瀬村村長（なかせむらそんちょう）
信州の山奥にある中瀬村の村長。金の亡者。鉄面皮。ダム建設中止の念書に血判を押させるため、玲睦の指を切り落とすよう村人に指示する際も笑顔のまま。孫がむずかると機嫌を損ねる。
鈴ちゃん（すずちゃん）
ダムに沈む予定の中瀬村の少女。山菜採りの名人。宴会の席で黒須の嫁になりたいと発言するも、どこまで真剣かは不明。

### キーワード
かじめ焼き
海草のかじめを浜に引き上げて乾燥させ、あぶり焼きにする作業。できた灰のなかからヨードを抽出し、薬品を作るのが目的。すごく臭いらしい。
味の友（あじのとも）
昆布味のうま味調味料。グルタミン酸ソーダ。モデルは味の素。

### 単行本
1. 城山三郎、ながいのりあき漫画『男たちの好日　もう一つの経済創世記・牧玲睦物語』 1巻、新潮社〈Bunch comics〉、2001年11月。ISBN 4-10-771009-2。
2. 城山三郎、ながいのりあき漫画『男たちの好日　もう一つの経済創世記・牧玲睦物語』 2巻、新潮社〈Bunch comics〉、2002年2月。ISBN 4-10-771023-8。
3. 城山三郎、ながいのりあき漫画『男たちの好日　もう一つの経済創世記・牧玲睦物語』 3巻、新潮社〈Bunch comics〉、2002年5月。ISBN 4-10-771039-4。
4. 城山三郎、ながいのりあき漫画『男たちの好日　もう一つの経済創世記・牧玲睦物語』 4巻、新潮社〈Bunch comics〉、2002年7月。ISBN 4-10-771047-5。

### ウェブコミック
- 男たちの好日 -関東大震災編-